# Jan Hanzalík
Jan Hanzalík (* 5. březen 1996 Kladno) je český sportovec, bojovník karate, kickboxu a kumite. Od roku 2013 je trenérem 3. třídy se specializací na kick-box, a také jediným trenérem kick-boxu v Karate klubu Kladno.

## Osobní život
K všeobecně bojovým sportům se dostal po nevydařeném pokusu o aktivní hraní fotbalu. Začal se zajímat o jiu-jitsu, kterému se věnoval od svých 10 let. Po dvou letech přešel do klubu (Karate klub Kladno) se zaměřením na karate, kterému se začal plně věnovat. Jeho první závody, kterých se zúčastnil po třech měsících v novém klubu s novým zaměřením, dopadly 2. místem v kategorii modelových situací a 3. místem v kategorii kata team.
Své zaměření o půl roku později, počínaje rokem 2009, rozšířil také o free style karate, a po dalším půl roce začal soutěžit v kick-boxu v kategorii semicontactu. Od roku 2013 se věnuje i light contactu.

## Sportovní kariéra
V roce 2012 byl vybrán do reprezentace České republiky v kick-boxu a nyní se pravidelně zúčastňuje každoročních reprezentačních soustředění.
Dne 22. 2. 2014 se zúčastnil prestižních mezinárodních závodů, Slovak open 2014, kterých se zúčastnili reprezentanti 14 států z celého světa. Zde se umístil ve dvou kategoriích na 3. místě. Dne 3. 3. 2012 se zúčastnil Národního poháru Čechy v kickboxu, kde závodil v kategoriích Semicontact starší žáci do 63 kg, Semicontact starší žáci do 69 kg, Formy starší žáci a umístil se ve všech třech kategoriích na 1. místě.
9. 6. 2012 ve Středočeském krajském přeboru v karate soutěžil v kategoriích Kumite junioři do 68 kg, kde dosáhl 1. místa, Kata junioři s 2. místem a Kata muži s 3. místem.
V Mistrovství ČR, 10. 11. 2012, se umístil na 1. místě v kategorii Semicontact junioři do 63 kg, dále na 2. místě v kategorii Formy muži a na 3. místě v kategorii Semicontact junioři do 69 kg.
Na závodech Prague open, 27. 4. 2013, získal 1. místo v kategorii Semicontact junioři do 74 kg a dvakrát 2. místo v kategoriích Semicontact junioři do 69 kg a Semicontact junioři do 63 kg.
Dne 13. 10. 2013 mu bylo, na základě ukončeného studia, Českou unií bojových umění ve spolupráci s Českým svazem full-contactu, uděleno osvědčení trenéra III. třídy se specializací na kick-box.
Ve dnech 25. a 26. 10. 2013 se na Czech open zúčastnil celkem 4 kategorií. V kategorii Formy hard style získal 2. místo, v kategorii Lightcontact se umístil na 3. místě, stejného místa dosáhl i v kategorii Junioři do 70 kg a v Semicontactu juniorů do 65 kg se umístil na 2. místě. Na Mistrovství ČR, které se konalo 9. 11. 2013, získal dvě 1. místa v kategoriích Semicontact junioři do 69 kg a Semicontact junioři do 63 kg.
Dále se umístil dvakrát i na 3. místě a to v kategoriích Light contact junioři do 63 kg a Formy muži. Od 5. 3. 2014 je jedním ze 4 trenérů Karate klubu Kladno, z nichž jako jediný má trenérskou licenci pro kick-box. Má svůj vlastní tým, který trénuje.